# 若手アナ自由時間 ひきだし
若手アナ自由時間 ひきだし（わかてあなじゆうじかん ひきだし）はCBCラジオで毎週金曜日に放送しているラジオ番組。2011年2月4日放送開始。2012年3月30日放送終了。

## 概要
- CBCアナウンサーの小川健太と柳沢彩美が、しゃべり手として架空の「ひきだし」の中から、毎週飛び出す「指令」にチャレンジして、いろいろな指令をクリアすることができるかを放送するチャレンジバラエティ番組。

## 放送時間
- 毎週金曜日　24:30～24:50

## 出演者
- 小川健太
- 柳沢彩美